# Москальков Петро Іванович
Петро Іванович Москальков (3 жовтня 1927, село Гусарка, тепер Більмацького району Запорізької області — 12 червня 2012, місто Запоріжжя) — український радянський і компартійний діяч, голова виконкому Запорізької обласної ради. Депутат та член Президії Верховної Ради УРСР 10—11-го скликань. Кандидат у члени ЦК КПУ в 1976—1981 р. Член ЦК КПУ в 1981—1990 р.

## Біографія
Народився у селянській родині. У 1941 році закінчив сім класів Гусарської середньої школи. З жовтня 1941 по вересень 1943 року проживав на окупованій німцями території. У листопаді 1943 — лютому 1944 року — слухач курсів трактористів при Костянтинівській машинно-тракторній станції Куйбишевського району Запорізької області.
У лютому 1944 — січні 1948 року — тракторист Костянтинівської та Попівської МТС Куйбишевського району Запорізької області. У січні 1948 — листопаді 1951 року — служба у Радянській армії (в/ч 41678, Таврійський військовий округ).
Член ВКП(б) з серпня 1951 року.
У листопаді 1951 — жовтні 1952 року — завідувач клубу та секретар територіальної парторганізації села Гусарка Куйбишевського району Запорізької області. У жовтні 1952 — вересні 1955 року — слухач Запорізької середньої сільськогосподарської школи із підготовки голів колгоспів у місті Мелітополі, молодший агроном. У серпні 1955 — травні 1956 року — секретар партійної організації Запорізької середньої сільськогосподарської школи із підготовки голів колгоспів у місті Мелітополі.
У вересні 1955 — червні 1962 року — студент-заочник агрономічного відділення Кримського сільськогосподарського інституту імені Калініна у Сімферополі, здобув спеціальність «вчений агроном».
12 травня 1956 — 23 листопада 1957 року — секретар Андріївського районного комітету КПУ по зоні Оленівської МТС Запорізької області. 23 листопада 1957 — 26 травня 1958 року — секретар Андріївського районного комітету КПУ Запорізької області.
26 травня — 20 червня 1958 року — начальник Андріївської районної інспекції з сільського господарства. 20 червня — 30 липня 1958 року — заступник голови виконавчого комітету Андріївської районної ради депутатів трудящих. У липні 1958 — квітні 1960 року — начальник районної інспекції з сільського господарства виконкому Андріївської районної ради депутатів трудящих Запорізької області.
У квітні 1960 — серпні 1963 року — голова колгоспу «Нове життя» Андріївського району (Бердянського виробничого колгоспно-радгоспного управління) Запорізької області. 14 серпня 1963 — 12 січня 1965 року — заступник начальника Бердянського виробничого колгоспно-радгоспного управління.
12 січня 1965 — 5 лютого 1974 року — 1-й секретар Приморського районного комітету КПУ Запорізької області.
5 — 18 лютого 1974 року — заступник завідувача відділу організаційно-партійної роботи Запорізького обласного комітету КПУ.
15 лютого 1974 — 19 березня 1976 року — 1-й заступник голови виконавчого комітету Запорізької обласної Ради депутатів трудящих. Одночасно, у лютому — березні 1975 року — слухач курсів перепідготовки керівних партійних та радянських кадрів ВПШ при ЦК КПРС.
19 березня 1976 — 16 травня 1988 року — голова виконавчого комітету Запорізької обласної Ради народних депутатів. У березні 1981 — червні 1988 року — член Президії Верховної Ради УРСР.
З травня 1988 року — на пенсії.
27 жовтня 1988 — вересень 2004 року — начальник інспектури Державного комітету з використання та охорони сортів рослин (Державної комісії з сортовипробувань та охорони сортів рослин) у Запорізькій області. У вересні 2004 — 12 жовтня 2007 року — державний інспектор з охорони прав на сорти рослин по Запорізькій області.
З 2007 року — пенсіонер у місті Запоріжжі.

## Родина
Батько Іван Мойсейович (1906) та мати Пелагея Степанівна (1906) — колгоспники; дружина Рябова Любов Яківна (1932—2002); син Олександр (1955) — хірург-травматолог.

## Звання
- полковник запасу (1984)

## Нагороди
- орден Леніна (1966)
- орден Жовтневої Революції (30.09.1977)
- два ордена Трудового Червоного Прапора (1971, 1973)
- медаль «30 років Радянської армії та флоту» (1948)
- медаль «За доблесну працю» (1970)
- медаль «На пам'ять 1500-річчя Києва» (1982)
- медаль «Ветеран праці» (1983)
- заслужений працівник сільського господарства України (1997)
- Почесна грамота Президії Верховної Ради Української РСР (2.10.1987)
- почесний громадянин Приморського району (2008)
- почесний громадянин Запорізької області (2009)